# شرکت سنگ آهن مرکزی ایران

## آشنایی با شرکت سنگ آهن مرکزی ایران- بافق
آهن به عنوان فراوانترین عنصر لایه خارجی پوسته زمین در طبیعت بیشتر به صورت اکسید و سولفور دیده می‌شود.
در حال حاضر سالیانه بیش از دو میلیارد تن سنگ آهن از معادن دنیا استخراج و در کوره‌های فولادسازی به فولاد تبدیل می‌کردند.
در ایران در حال حاضر سالیانه حدود ۱۸ میلیون تن سنگ آهن از معدن معدن سنگ آهن چادرملو، گل گهر، مرکزی و معادن کوچک بخش خصوصی استخراج و مورد مصرف واحدهای فولاد سازی کشور قرار می‌گیرد.
منطقه بافق به علت دارا بودن معادن غنی سنگ آهن طی سالیان گذشته بیشتر مورد توجه دولت، مسئولین و سرمایه گذاران بخش خصوصی قرار گرفته‌است.
طبق مطالعات انجام گرفته تا کنون نزدیک به ۳۵ آنومالی آهن دار با ذخیره بالغ بر ۷/۱ میلیارد تن سنگ آهن در این منطقه شناسایی و اکتشاف گردیده‌ است.
مهم‌ترین کانسارهای سنگ آهن بلوک بافق کانسارهای آهن چادرملو، چغارت، چاه گز، آنومالی شمالی، آنومالی D19، میشدوان و شیطور می‌باشد.

## تاریخچه
معدن چغارت که بعنوان بهترین معدن از نظر کمیت و کیفیت سنگ آهن و نزدیک به شهر بافق تشخیص داده شد در دستور کار قرار گرفته و عملیات اکتشاف تکمیلی و تجهیز معدن چغارت همزمان با اکتشاف سایر معادن و کانسارها صورت گرفته و بهره‌برداری از معدن چغارت در شهریور سال ۱۳۵۰ شروع گردید.

## چغارت

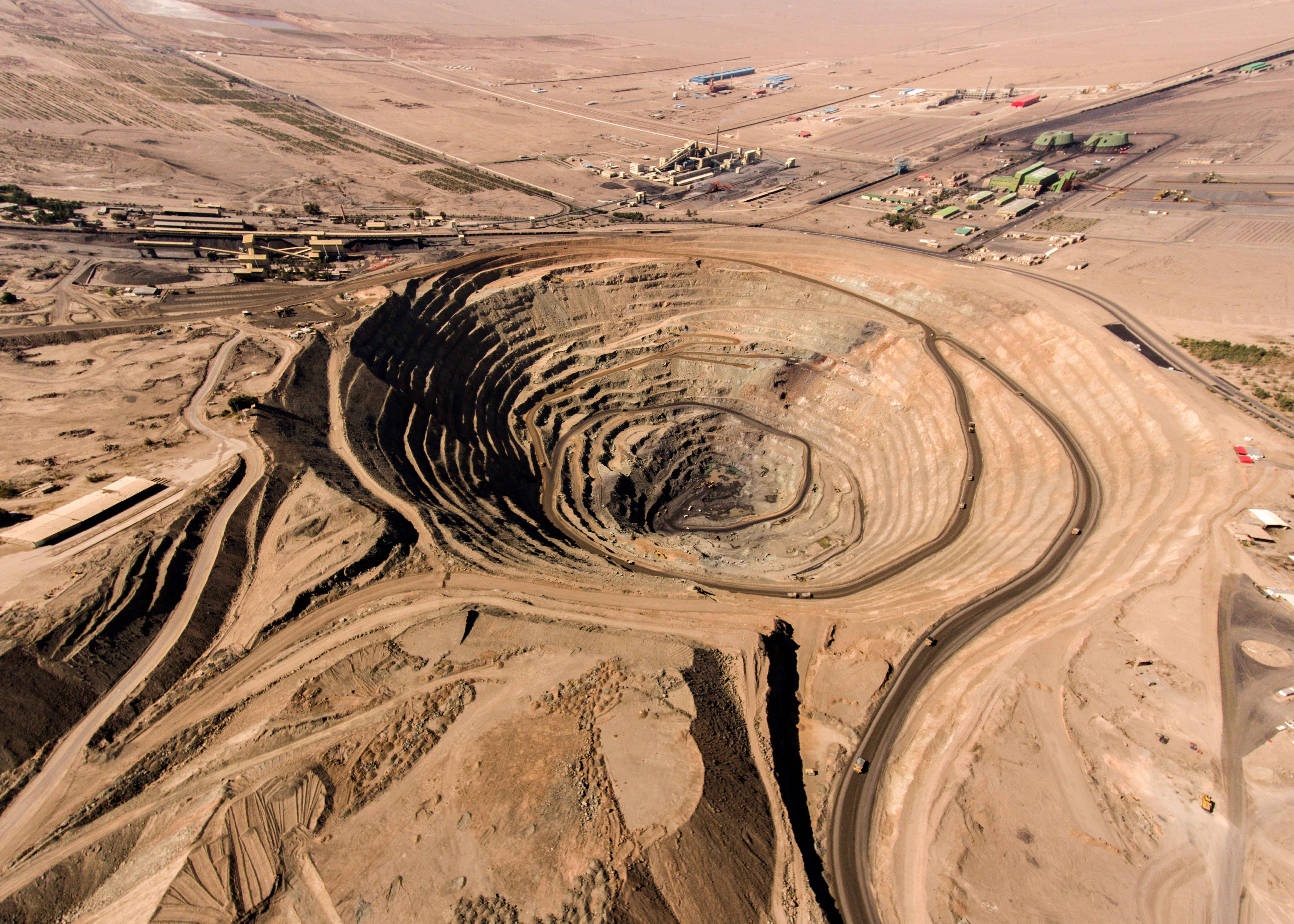
پیت معدن چغارت

شرکت سنگ آهن مرکزی ایران، معدن چغارت در ۱۲ کیلومتری شمالی شرقی شهر بافق و در ۱۲۵ کیلومتری جنوب شرقی شهر یزد و ۷۵ کیلومتری جنوب غربی شهر بهاباد و در حاشیه کویر ایران واقع شده و دارای آب و هوای بسیار گرم و رطوبت خیلی کم می‌باشد.
ارتفاع اولیه توده چغارت ۱۲۸۶ متر از سطح و حدود ۱۵۰ متر از سطح منطقه اطراف بوده‌است این معدن از طریق راه آهن سراسری به طول ۱۰۰۰ کیلومتر با تهران، ۴۷۰ کیلوتر با ذوب آهن اصفهان و ۶۱۰ کیلومتر از طریق سیرجان به بندرعباس ارتباط دارد.
با توجه به وجود معدن چغارت و ۳۸ آنومالی دیگر سنگ آهن با ذخیره حدود ۷/۱میلیارد تن در منطقه بافق، شرکت سهامی خاص معادن سنگ آهن مرکزی ایران تأسیس و عملیات بهره‌برداری از معدن چغارت بهعنوان یکی از معادن این شرکت با ذخیره معادل ۲/۱۷۷ میلیون تن شامل ۱۰۷ میلیون تن B.F و ۲/۷۰ میلیون تن سنگ آهن پرفسفر و کم عیار جهت تأمین سنگ آهن مورد نیاز ذوب آهن اصفهان شروع گردید.

## معدن سه چاهون
این معدن که در فاصله ۴۷ کیلومتری شمال شرقی شهر بافق و ۳۵ کیلومتری معدن چغارت واقع شده‌است. از نظر زمین‌شناسی در سازندهای پرکامبرین پسین ایران مرکزی قرار داشته و منشآ آن آتشفشانی رسوبی می‌باشد. معدن سه چاهون مشتمل بر دو آنومالی X و XI است که در فاصله ۳ کیلومتری از یکدیگر قرار دارند. آنومالی X ذخیره ای حدود ۱۲/۵ میلیون تن و آنومالی XI که شامل دو توده شمالی و جنوبی می‌باشد، دارای ذخیره زمین‌شناسی ۱۳۲ میلیون تن است که از این مقدار حدود ۹۵ میلیون تن با متوسط عیار آهن ۳۷/۲ و فسفر ۰/۰۸ درصد قابل استحصال می‌باشد. بهره‌برداری از معدن سه چاهون در سال ۱۳۸۴ آغاز شده‌است و طی برنامه‌ریزی انجام شده سالیانه ۳/۵ میلیون تن سنگ آهن از این معدن استخراج و پس از خردایش در کارخانه سنگ آهن با ابعاد کوچکتر از ۳۰۰ میلیمتر به کارخانه فرآوری چغارت منتقل می‌گردد.

## کارخانهگندلهسازی سه چاهون-بافق

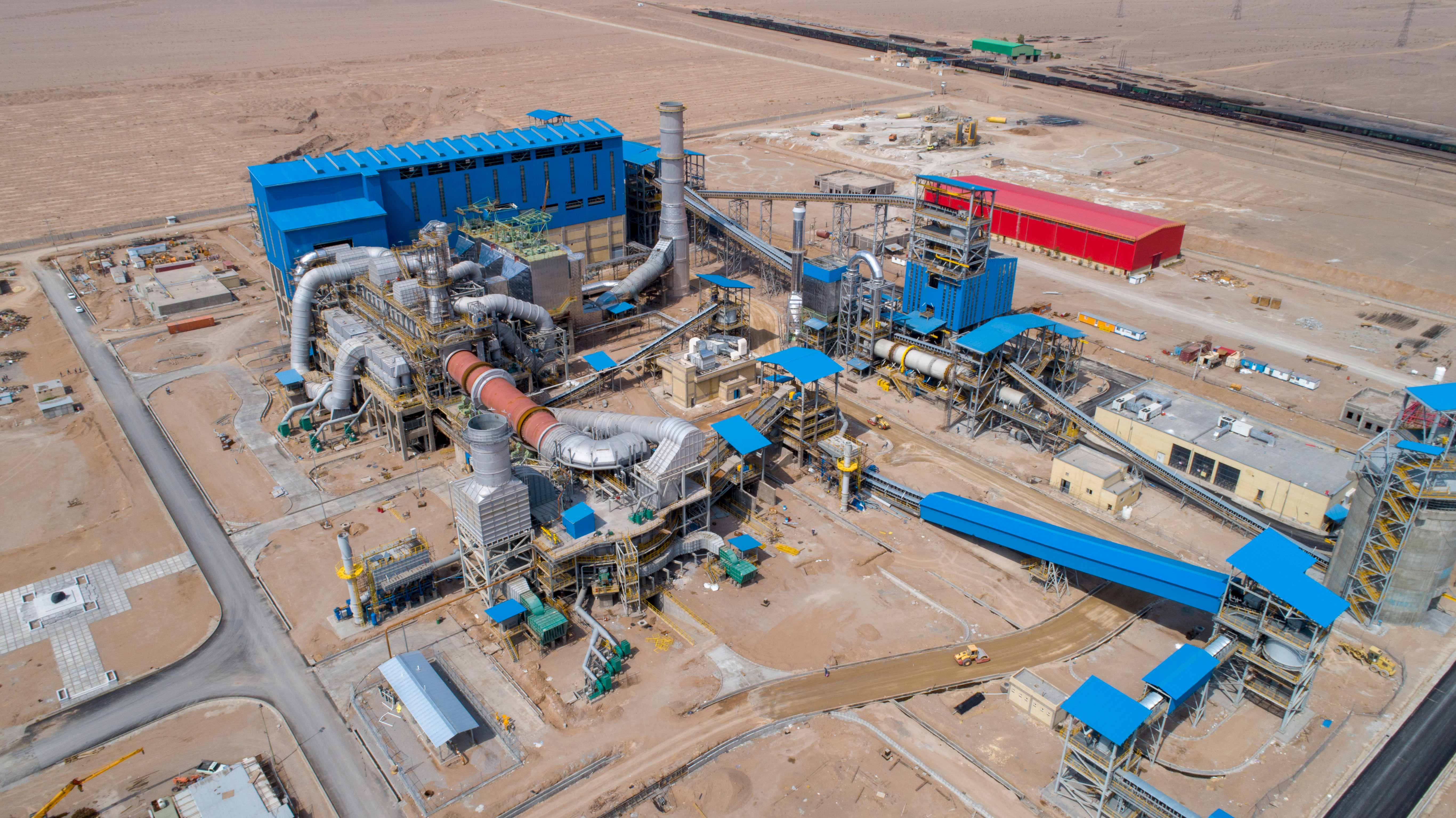
کارخانه گندله سازی سه چاهون-بافق

- بزرگ‌ترین کارخانه با تکنولوژی کوره دوار در ایران[۳]
- محل احداث: شهرستان بافق
- شروع پروژه: ۱۳۹۵
- راه اندازی کارخانه و شروع تولید: ۱۳ آبان ۱۳۹۹
- ظرفیت تولید سالانه کارخانه: ۵ میلیون تن گندله
- تکنولوژی تولید: کوره دوار شناخته شده به نام روش آلیس چالمرز
- نوع محصول: گندله واحدهای احیای مستقیم آهن (DRI)

## طرحهای در دست اقدام
- تکمیل عملیات اجرایی و راه اندازی پست برق ۱۵۰ مگاوات[۴]
- تکمیل عملیات اجرایی فاضلاب شهر بافق
- پروژه کارخانه کنسانتره ۲ میلیون تنی
- پروژه کارخانه آهن اسفنجی به ظرفیت ۱/۷ میلیون تن
- پروژه فاضلاب شهر یزد[۵]
- پروژه احداث نیروگاه سیکل ترکیبی
- پروژه احداث نیروگاه ۳۵ مگاواتی گازی
- پروژه احداث نیروگاه خورشیدی ۱۰ مگاواتی

## افتخارات شرکت
- دریافت تندیس تولیدکننده نمونه کشوری در همایش تولید برتر – ۱۳۹۵
- واحد نمونه معدنی استان – ۱۳۹۶
- دریافت لوح و تندیس اجلاس چهره‌های ماندگار صنعت و تجارت – ۱۳۹۶
- دریافت لوح و تندیس سومین جایزه مسئولیت اجتماعی و توسعه پایدار بنگاه‌های اقتصادی- ۱۳۹۸
- منتخب یکصد شرکت برتر ایران – ۱۳۹۸
- واحد نمونه صنعتی استان – ۱۳۹۹
- دریافت لوح و تندیس سومین اجلاس سراسری مسئولیت پذیری اجتماعی و فرهنگ سازمانی – ۱۳۹۹
- دریافت لوح تقدیر جشنواره خیرین مدرسه ساز کشور – ۱۳۹۹
- منتخب یکصد شرکت برتر ایران - ۱۳۹۹
- دریافت لوح زرین ششمین همایش ملی کیفیت ۱۴۰۰
- دریافت لوح تقدیر و تندیس سیمین صنعت سبز کشور ۱۴۰۰
- دریافت تندیس زرین چهارمین جشنواره ملی صنعت سلامت محور در سال ۱۴۰۰
- دریافت جایزه و تندیس مسئولیت اجتماعی و پایداری بنگاه‌های اقتصادی ۱۴۰۱